# Daucinae
Daucinae es una tribu de plantas con flores perteneciente a la familia Apiaceae.

## Géneros
Según NCBI
| - Agrocharis - Ammodaucus - Cuminum - Daucus - Distichoselinum - Elaeoselinum - Guillonea - Laser - Laserpitium - Margotia | - Melanoselinum - Monizia - Orlaya - Pachyctenium - Polylophium - Pseudorlaya - Rouya - Silphiodaucus - Thapsia - Tornabenea |